# Ângela Pinto
Ângela Maria Rocha Pinto (Pinheiro da Bemposta, Oliveira de Azeméis, 22 de agosto de 1958) é uma atriz portuguesa.

## Carreira
- Grão a Grão..., RTP 1984
- Zarabadim... Joana, RTP 1985
- Cobardias..., RTP 1987
- Dramazine..., RTP 1990
- O Quadro Roubado... Isabel, RTP 1992
- Crónica do Tempo... Isabel, RTP 1992
- Marina, Marina, RTP 1993
- Sozinhos em Casa, RTP 1994
- Desencontros… Isabel Monteiro, RTP 1994/1995
- Nico D'Obra... Luísa , RTP 1995
- Polícias (série)... Prostituta, RTP 1996
- Meu Querido Avô… Tia Isaura, RTP 1997
- Senhores Doutores..., SIC 1997
- Ballet Rose... Explicadora, RTP 1997
- Esquadra de Polícia... Filha de Inácio, RTP 1998
- Um Sarilho Chamado Marina..., SIC 1999
- Almeida Garrett... Empregada de Herculano, RTP 1999
- Mãos à Obra, RTP 2000
- Crianças SOS... Mãe, TVI 2000
- Milionários à Força… Cândida Carrapito Leal, RTP 2000
- O Espírito da Lei… Fernanda Santos, SIC 2001
- Segredo de Justiça, RTP 2001
- Sonhos Traídos..., TVI 2002
- Fúria de Viver..., SIC 2002
- Saber Amar… Gracinda Vidal, TVI 2002/2003
- Queridas Feras..., TVI 2004
- Mistura Fina... Diretora da Escola, TVI 2004
- Mundo Meu… Cecília Pinto, TVI 2005/2006
- Morangos com Açúcar… Graça Sousa, TVI 2006/2007
- Casos da Vida… Odete, TVI 2008
- Equador… Delfina, TVI 2008
- Podia Acabar o Mundo… Albertina Simões, SIC 2008/2009
- Voo Directo... Tia, RTP 2010
- Maternidade (série), RTP 2010
- Rosa Fogo… Carlota Pinto, SIC 2011/2012
- Sol de Inverno... Mãe de Célia, SIC 2013
- Bem-Vindos a Beirais... Maria do Carmo, RTP 2013
- Mar Salgado… Idalina Pimenta, SIC 2014/2015
- Alguém Como Eu, 2017
- “Excursões Air Lino”série RTP 2017
- Terra Brava... Arminda dos Anjos Jesus, SIC 2019/2020
- Bem me Quer, Felisberta Cunha «Berta da Faneca», TVI 2020/2021
- Pôr do Sol: O Mistério do Colar de São Cajó, Maria da Piedade, filme 2023
- A Casa da Aurora, Graça (atriz convidada), SIC
- Salto de Fé, RTP1 2025